# Heptanolacton
Heptanolacton ist eine chemische Verbindung aus der Stoffgruppe der Lactone.

## Herstellung und Entstehung
Heptanolacton kann auch durch Baeyer-Villiger-Oxidation von Cycloheptanon mit Kaliumperoxodisulfat oder Peroxytrifluoressigsäure gewonnen werden. Die Baeyer-Villiger-Oxidation ist auch mit Wasserstoffperoxid in Hexafluorisopropanol durchgeführt werden. Verschiedene Bakterien und Pilze verfügen über sogenannte Baeyer-Villiger-Monooxygenasen, Enzyme, die eine analoge Reaktion katalysieren, wobei aber das Oxidationsmittel Luftsauerstoff ist. Auch solche Enzyme können zum Teil Heptanolacton aus Cycloheptanon bilden. Es wurde schon eine Norcardia-Spezies entdeckt, die auf Cycloheptanon als einziger Kohlenstoffquelle überleben kann. Bei dieser ist die Oxidation zu Heptanolacton ein metabolischer Schlüsselschritt.
Eine weitere Reaktion zur Bildung des Lactons ist durch die intramolekulare Veresterung von ω-Hydroxyheptansäure durch Umsetzung mit p-Nitrobenzoesäureanhydrid und Scandiumtriflat in Acetonitril und THF. Eine andere Möglichkeit ist die Umesterung des Ethylesters dieser Säure mit Zirconium(IV)-oxid bei 250 °C.
Alternativ kann Heptanolacton durch radikalische 8-endo Cyclisierung mittels AIBN und Tributylzinnhydrid aus dem Bromacetat von 4-Penten-1-ol gewonnen werden. Eine weitere, durch Samarium(II)-iodid induzierte, radikalische Cyclisierungsreaktion wurde ebenfalls publiziert.

## Eigenschaften
Heptanolacton hat eine hohe Ringspannung von über 10 kcal/mol.